# Idiota (powieść)
Idiota (ros. Идиот – Idiot) – powieść Fiodora Dostojewskiego w czterech częściach, napisana w okresie między 14 września 1867 roku a 17 stycznia 1869 roku. Pierwsza redakcja powieści powstała między 14 września a 4 grudnia 1867 roku, druga – po 18 grudnia 1867 roku. Po drugiej redakcji dzieło było w istocie zupełnie nową książką – z innymi postaciami i innym głównym wątkiem fabularnym.

## Historia powstania
Pierwsze trzy części Idioty oraz rozdziały I–VII części czwartej ukazały się w czasopiśmie Russkij Wiestnik w roku 1868. Reszta powieści została wydrukowana oddzielnie jako dodatek do tego czasopisma w lutym 1869 roku. Pierwsze i jedyne za życia Dostojewskiego wydanie książkowe Idioty ukazało się w 1869 roku.
Początkowo powieść miała nosić tytuł Książę Myszkin, a także Książę Chrystus i w założeniu przedstawiać „pięknego człowieka” złączonego z osobą Jezusa Chrystusa, którego cechuje prostota charakterystyczna dla jurodiwych.
W czasie gdy powstawał Idiota, Dostojewski pisał w liście: „Chodzi mianowicie o przedstawienie absolutnie doskonałego człowieka. Moim zdaniem nie może być nic trudniejszego, zwłaszcza w naszych czasach. (...) Już dawniej idea ta pojawiała mi się w głowie jako pewien przebłysk obrazu artystycznego, nie chciałem jednak, aby stanowiła tylko część czegoś, potrzebowałem jej jako całości.”

## Zarys treści

### Fabuła
Do Petersburga przyjeżdża ze Szwajcarii, po wieloletniej kuracji, młodzieniec podający się za krewnego generałowej Jepanczyn – Lizawiety Prokofiewny. Młodzieniec ów to książę Lew Nikołajewicz Myszkin, pochodzący z ”tych Myszkinów”. Książę jest człowiekiem sympatycznym, na wskroś prawdomównym i naiwnym. Jego losy splotą się z rodziną Jepanczynów, tajemniczą kobietą Nastazją Filipowną oraz innymi Rosjanami. Myszkin pozna swoją od dziecka niewidzianą ojczyznę, a cechy jego charakteru staną się źródłem wielu nieporozumień i osią fabuły powieści.

### Bohaterowie
- Lew Nikołajewicz Myszkin – Rosjanin, który cztery lata spędził lecząc się w Szwajcarii, ostatni męski przedstawiciel książęcego rodu Myszkinów, cechujący się  prostotą ducha i bezgraniczną ufnością do ludzi.
- Nastazja Filipowna Baraszkowa – piękna, uparta i nieszczęśliwa kobieta, utrzymanka Tockiego, gra ważną rolę w powieści, stając się obiektem miłości księcia Myszkina i Parfiena Rogożyna.
- Parfien Siemionowicz Rogożyn –  porywczy kupiec, zakochany w Nastazji Filipownie do szaleństwa.

Rodzina Jepanczynów i osoby związane z Jepanczynami:
- Lizawieta Prokofiewna Jepanczyn – daleka krewna księcia Myszkina, dobra, choć szybko wpadająca w gniew kobieta.
- Iwan Fiodorowicz Jepanczyn – generał, mąż Lizawiety, rozsądny człowiek, stojący w cieniu żony.
- Agłaja Iwanowna Jepanczyn – najmłodsza, 21-letnia córka Iwana i Lizawiety, największa piękność w domu, zakochana w księciu Myszkinie.
- Adelajda Iwanowna Jepanczyn – średnia, 23-letnia córka Iwana i Lizawiety, lubiąca malować.
- Aleksandra Iwanowna Jepanczyn – najstarsza, 25-letnia córka Iwana i Lizawiety, lubiąca muzykę.
- Książę Sz. - narzeczony, później mąż, Adelajdy Iwanowny Jepanczyn.
- stara Biełokońska - protektorka Lizawiety Prokofiewny i matka chrzestna Agłai Iwanowny.
- Eugeniusz Pawłowicz Radomski - pretendent do ręki Agłai Iwanowny Jepanczyn.

Rodzina Iwołginów i osoby związane z Iwołginami:
- Gawriła Ardalionowicz Iwołgin – sekretarz generała Jepanczyna, karierowicz.
- Warwara Ardalionowna Iwołgin – siostra Gawriły, niepiękna, ale rozsądna dziewczyna.
- Nikołaj (Kola) Ardalionowicz Iwołgin – gimnazjalista, mądry chłopak, wydaje się jedynym normalnym człowiekiem w domu.
- Nina Aleksandrowna Iwołgin – matka Koli, Warwary i Gawriły, cicha, dobra i szanowana kobieta.
- Ardalion Aleksandrowicz Iwołgin – były generał, mąż Niny, ma słabość do alkoholu i wymyśla niestworzone historie, mitoman.
- Pticyn – lichwiarz, zalotnik, a potem mąż Warwary Ardalionowny.
- Ferdyszczenko – lokator u Iwołginów, świadomie grający rolę błazna.

Inni:
- Afanasij Iwanowicz Tocki – wysoko postawiony przedsiębiorca, wychowywał Nastazję Filipownę, która była jego kochanką.
- Łukian Lebiediew – lizus, konformista, ale dobry, często mawia „przepraszam! jestem podły, podły”.
- Wiera Lebiediewa – najstarsza córka Łukiana, skromna i dobra.
- Hipolit Terientiew – kolega Koli, chorujący na gruźlicę, ma świadomość swojej rychłej śmierci.
- Antyp Burdowski – podaje się za syna dawnego opiekuna Myszkina.
- Keller – znajomy Hipolita, bokser, „pięściasty jegomość”.
- Włodzimierz Doktorenko – siostrzeniec Lebiediewa. Młody, egoistyczny hazardzista.
- Daria Aleksiejewna Terentjewa - przyjaciółka Nastazji, kobieta, która „z niejednego pieca jadła chleb”, posiada daczę w Pawłowsku.

## Adaptacje
Na podstawie powieści zostało nakręconych kilka filmów fabularnych, m.in. „Idiota” Akiry Kurosawy, „Nastazja” Andrzeja Wajdy i „Narwana miłość” Andrzeja Żuławskiego. Z napisów na początku adaptacji Kurosawy możemy się dowiedzieć, że: „Dostojewski chciał nakreślić portret uczciwego i dobrego człowieka. Tytuł Idiota był ironią. Prawdziwie dobry człowiek bowiem w oczach innych jest uznawany za idiotę. To jest tragedia tej historii. Historii zrujnowanego, czystego człowieka”.

## Polskie przekłady
- Idyota. Campo (tłum.). T. I-II. Kraków: Spółka Wydawnicza Polska, 1908-1909, s. 428 + 395.
- Idiota. Jerzy Jędrzejewicz (tłum.). Warszawa: Państwowy Instytut Wydawniczy, 1961, s. 694.
- Idiota. Wiktor Zajczenko (tłum.). Warszawa: Amitabha, 2004, s. 462. ISBN 83-920192-0-2.
- Idiota. Justyna Gładyś (tłum.). Kraków: Wydawnictwo Zielona Sowa, 2005, s. 466, seria: Arcydzieła Literatury Światowej. ISBN 83-7435-016-4.